# Prywatna szkoła
Prywatna szkoła (ang. Private School)  – amerykański film komediowy z 1983 roku.

## Obsada
- Phoebe Cates: Christine Ramsey
- Betsy Russell: Jordan Leigh-Jenson
- Matthew Modine: Jim Green
- Michael Zorek: Bubba Beauregard
- Fran Ryan: Miss Dutchbok
- Kathleen Wilhoite: Betsy
- Ray Walston: Chauncey
- Sylvia Kristel: Ms. Regina Copoletta